# Legorreta
Legorreta – gmina w Hiszpanii, w prowincji Guipúzcoa, w Kraju Basków, o powierzchni 8,62 km². W 2011 roku gmina liczyła 1483 mieszkańców.
W miejscowości jest stacja kolejowa Legorreta.